# Dia do Soldado
O Dia do Soldado é uma data comemorativa brasileira lembrada em 25 de agosto. A data homenageia todos os militares do Brasil, e é comemorada no mesmo dia do nascimento de Marechal Luís Alves de Lima e Silva, o Duque de Caxias (25 de agosto de 1803), patrono do Exército Brasileiro. É considerado herói nacional e tornou-se conhecido como "o pacificador" após sufocar muitas rebeliões contra o Império.